# SMS Gefion
SMS Gefion byl nechráněný křižník Německého císařského námořnictva. Byl určen pro službu v německých koloniích. Do služby byl přijat roku 1894. Od roku 1916 byl využíván jako plovoucí kasárna. Po první světové válce byl přestavěn na obchodní loď Adolf Sommerfeld, ale jeho služba v této roli byla krátká. Roku 1923 byl sešrotován.

## Stavba

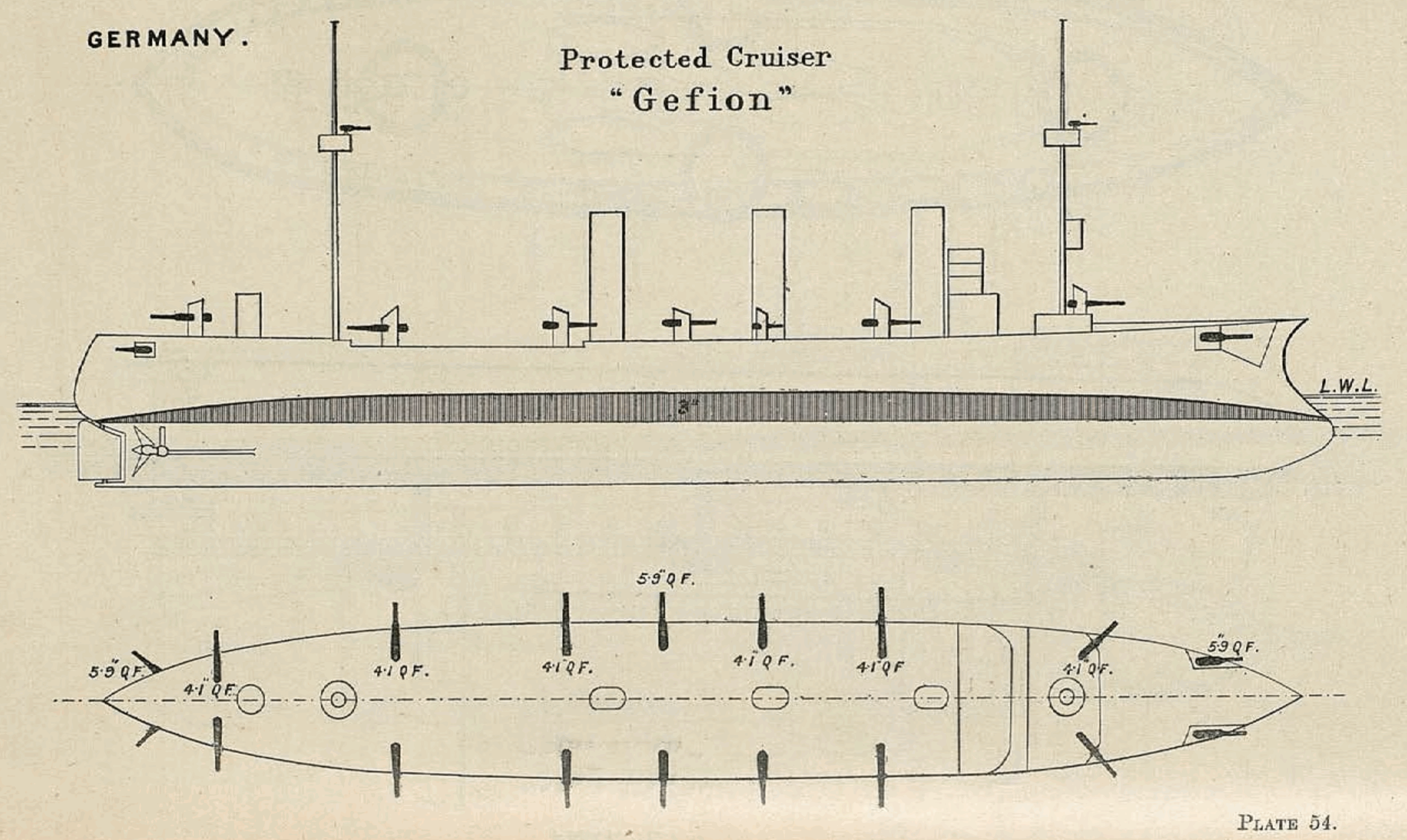
Základní uspořádání plavidla

Křižník postavila německá loděnice Schichau-Werke v Danzigu. Kýl byl založen roku 1892. Dne 31. května 1893 byl Gelfion spuštěn na vodu a 27. června 1894 byl přijat do služby.

## Konstrukce

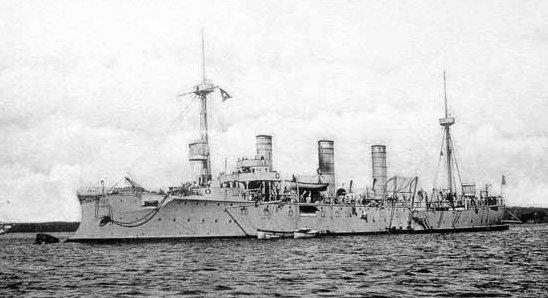
Gefion

Křižník chránil lehký ocelový pancíř. Paluba měla sílu 25–40 mm a velitelská věž měla sílu 30 mm. Chráněn byl i pohonný systém. Výzbroj představovalo deset 105mm/32 kanónů SK L/35 C/91, šest 50mm/37 kanónů SK L/40 C/92 a dva 450mm torpédomety. Pohonný systém tvořilo šest cylindrických kotlů a dva parní stroje s trojnásobnou expanzí o výkonu 9000 ihp, roztáčející dva lodní šrouby. Neseno bylo 860 tun uhlí. Nejvyšší rychlost dosahovala 19 uzlů. Dosah byl 3500 námořních mil při rychlosti dvanáct uzlů.

### Modernizace
V letech 1901–1904 byl křižník modernizován.